# Wendu'ertu
Wendu'ertu (kinesiska: 温都尔图, 温都尔图镇) är en köping i Kina. Den ligger i den autonoma regionen Inre Mongoliet, i den norra delen av landet, omkring 740 kilometer sydväst om regionhuvudstaden Hohhot.
Genomsnittlig årsnederbörd är 360 millimeter. Den regnigaste månaden är juli, med i genomsnitt 88 mm nederbörd, och den torraste är december, med 2 mm nederbörd.